# Puchar Włoch w piłce nożnej (2004/2005)
Puchar Włoch 2004/05 – 58 edycja rozgrywek piłkarskiego Pucharu Włoch.

## Półfinały
- Cagliari Calcio - Inter Mediolan 1:1 i 1:3
- AS Roma - Udinese Calcio 1:1 i 2:1

## Finał
- 3 maja 2005, Rzym: AS Roma - Inter Mediolan 0:2
- 11 maja 2005, Mediolan: Inter Mediolan - AS Roma 1:0